# Pro Pinball: Timeshock!
Pro Pinball: Timeshock! — компьютерная игра в жанре симулятора пинбола, разработанная студией Cunning Developments и изданная компанией Empire Interactive в 1997 году для Windows и в 1998 году для PlayStation.

## Игровой процесс
Pro Pinball: Timeshock! представляет собой симулятор пинбола с одним столом. Как и в других видеоиграх этого жанра, игровой процесс заключается в получении максимального количества очков, путём манипуляции игровым шариком при помощи флипперов.
Темой стола является перемещение во времени. Согласно сюжету, в результате неудачного научного эксперименты была создана «временная ударная волна» направляющаяся к началу времен. Игрок должен оставновить волну и тем самом предотвратить гибель вселенной, собрав осколки временного кристала, выполняя задания на игровом поле.
По сравнению с предыдущей игрой в серии Pro Pinball: The Web, в Timeshock! появилось множество нововведений, включая новые режимы игры: в режиме многопользовательском hotseat-режиме «Challenge» все накопленные игроком бонусы переходят следующему игроку, в режиме «Novice» игру даётся две минуты в ходе которых можно терять неограниченное количество шаров. Помимо этого в игре появился режим оператора, который позволяет настроить элементы стола, а также получить доступ к статистике.

## Разработка
Как и к Pro Pinball: The Web, музыкальное сопровождение к Timeshock! было создано композиторами Джейком Бёрнсом из Stiff Little Fingers и Брюсом Фокстоном, известным по участию в группе The Jam.

## Отзывы
| Иноязычные издания | Иноязычные издания | Иноязычные издания |
| Издание            | Оценка             | Оценка             |
| Издание            | PC                 | PS                 |
| ------------------ | ------------------ | ------------------ |
| GameSpot           | 8/10               |                    |
| PC Zone            | (PC) 91 %          |                    |
| Награды            |                    |                    |
| Издание            | Награда            | Награда            |
| PC Zone            | PC Zone Classic    | PC Zone Classic    |

Журнал PC Zone присудил игре награду «PC Zone Classic». Обозреватель журнала написал в своей рецензии, что Pro Pinball: Timeshock! лучше Pro Pinball: The Web во всех отношениях, включая графику, игровую механику, звук и игровые режимы. Помимо этого он отметил, что игра лучше структурирована и в любой момент времени понятно что от игрока требуется сделать. Кевин Хансангер с Gamespot тоже дал игре положительный отзыв и охарактеризовал Timeshock! как лучший симулятор пинбола для персональных компьютеров и по ощущениям наиболее близкий к настоящему пинболу.